# Élections législatives françaises de 1830
Les élections législatives françaises de 1830 ont eu lieu les 5, 13 et 19 juillet 1830, à la suite de la dissolution de la chambre sortante par le roi Charles X.
La nouvelle chambre élue, majoritairement hostile au roi Charles X, fut immédiatement dissoute par celui-ci mais elle continua de siéger et appela sur le trône Louis-Philippe d'Orléans.

## Système électoral
Le mode de scrutin est, pour la dernière fois, celui défini par la loi de juin 1820 dit « du double vote » qui associe le scrutin uninominal selon le découpage de 1820 pour les trois cinquièmes des députés (94 000 inscrits), élus le 25 février, et le scrutin plurinominal départemental, élus le 6 mars. Les deux collèges d'électeurs sont définis par leurs revenus (suffrage censitaire), l'accès au collège départemental nécessitant des revenus plus élevés et permettant de voter deux fois. Ce système mixte est supprimé par la charte constitutionnelle du 14 août 1830, qui élargit considérablement le corps électoral et instaure un scrutin uninominal par circonscription strict.

## Résultats
Les élections s'achèvent par une victoire des libéraux qui obtiennent 274 sièges contre 145 pour les partisans du ministère de Polignac.
|       |                 |         |     |        |     |
| Parti | Parti           | Voix    | %   | Sièges | +/- |
|       | Ultraroyalistes | ?       | ?   | 282    | 97  |
|       | Libéraux        | ?       | ?   | 274    | 104 |
|       |                 |         |     |        |     |
| Total | Total           | ~94 000 | 100 | 556    | 126 |